# DNA polymeráza ε
DNA polymeráza ε (Pol ε čili epsilon) je málo prozkoumaná, ale zřejmě velice významná eukaryotická DNA polymeráza. Hraje roli v replikaci, ale i v opravě DNA, crossing-overu a v kontrole buněčného cyklu. Je příbuzná DNA polymeráze δ, ale skládá se ze čtyř podjednotek.

## Funkce
V některých studiích se ukázalo, že k replikaci eukaryotické DNA postačuje DNA polymeráza α a DNA polymeráza δ, čímž se epsilon dostala do vedlejší pozice. Na druhou stranu se však ukázalo, že když se poškodí geny pro jednu z podjednotek DNA polymerázy ε, snižuje se přesnost replikace (přibývá mutací). Rovněž pokusy s žabím vajíčkem naznačují, že je polymeráza epsilon pro replikaci nezbytná. Někteří se domnívají, že DNA polymeráza ε replikuje vedoucí řetězec, zatímco DNA polymeráza δ řetězec opožďující se.